# Tokuji
Tokuji (japanska: 徳治?, Tokuji), 1306–1308, är en period i den japanska tideräkningen. Kejsare var Go-Nijō och shogun prins Hisaaki.
Namnet på perioden är hämtat från ett citat ur Weishu och Zuo Zhuan.